# Дахновський Антон Тимофійович
Антон Тимофійович Дахновський (нар. 1886 — ?) — український радянський діяч, старший оглядач-приймальник вагонів Жмеринського залізничного вузла Вінницької області. Депутат Верховної Ради СРСР 1-го скликання.

## Життєпис
Освіта початкова. Трудову діяльність розпочав у 1904 році робітником на залізничній станції Жмеринка. З 1919 року працював помічником слюсаря вагонних майстерень, електромонтером станції Жмеринки.
Кандидат у члени ВКП(б) з 1929 року.
З 1930 року — старший оглядач-приймальник вагонів Жмеринського залізничного вузла Вінницької області.
Член ВКП(б) з лютого 1938 року.

## Нагороди та відзнаки
- значок «Ударникові сталінського призову» (1936)